# Baoneng Center
El Baoneng Center es un rascacielos en Shenzhen en China. El trabajo comenzó en 2014 y se  terminó en 2018. Alcanzó una altura de 341.4 metros para 71 pisos convirtiéndolo en uno de los edificios más altos de China y del Mundo.